# Bésame el Cactus
Bésame el Cactus és una soliloqui dirigit, coreografiat i interpretat per Sol Picó amb la col·laboració de Txiqui Berraondo que va fer les propostes dramatúrgiques i de direcció teatral, i Carme Vadell com a assistent de coreografia. Fou estrenat l'any 2001 a l' Escorxador, Sitges Teatre Internacional.
Lali Canosa es va encarregar de l'escenografia, Valiera Civil de vestuari, Sylvia Kuchinov i Gina Cubeles de la il·luminació. Eva Brown va realitzar l’assessoria musical i la banda sonora la va firmar Jordi Riera, així com els textos, Rafael Metlikovez. La peça va ser produïda per Pía Mazuela.

## Argument
La dramatúrgia de l'espectacle no segueix una narració lineal, però sí que hi ha una història i un personatge molt definits. Sol Picó encarna un personatge el qual podria ser una artista de cabaret o algú que ha d'entretenir el públic costi el que costi, ja que es proposa reptes al llarg de l'espectacle als quals s'ha d’enfrontar i sortir-ne immune o il·lesa. Picó arriba vestida amb una armadura i reparteix tomàquets al públic. L’acompanya sobre l'escenari un actor-maquinista, interpretat per Joan Manrique, que manipula o ajuda a moure el personatge embotit en l’armadura. El muntatge musical aborda una gran varietat de músiques i registres que contrasten o acompanyen la gestualitat còmica i matussera de la protagonista. En aquest espectacle, que juga amb obstacles, Picó es troba penjada pels fils com una marioneta, ballant a mitja punta i aguantant l'equilibri entre testos amb cactus, o regant el terra amb el que es fa veure que és gasolina i després ballant amb una torxa. Finalment es calça les sabatilles de punta vermelles i balla amb música flamenca. El cercle de l'espectacle es tanca quan cauen tomàquets del sostre de l'escenari.

## Reconeixements
Sol Picó, que havia començat a crear amb la seva companyia el 1993, amb Bésame el Cactus es converteix en la creadora coreogràfica contemporània més mediàtica del moment. També es tracta de l'espectacle de dansa més premiat a l'Estat espanyol. Entre altres guanyà el 2002 el Premi Butaca al Millor Espectacle de dansa, el Premi al millor espectacle de la Crítica Valenciana, el Max a millor coreografia i intèrpret femenina; i el 2003 va rebre un altre MAX a millor espectacle de dansa, i els Premis de les Arts Escèniques de la Generalitat Valenciana a millor intèrpret de dansa i millor direcció coreogràfica. A més dels premis, Bésame el Cactus també va tenir una àmplia recepció internacional a Europa i Nova York on va actuar el 2007. Per altra banda, també és l'espectacle amb el qual la companyia de Picó va debutar com a resident al Teatre Nacional de Catalunya el 2002.